# Ichneumon falsarius
Ichneumon falsarius là một loài tò vò trong họ Ichneumonidae.